# ポンフレット (潜水艦)
ポンフレット (USS Pomfret, SS-391) は、アメリカ海軍の潜水艦。バラオ級潜水艦の一隻。艦名はシマガツオ科の総称に因んで命名された。

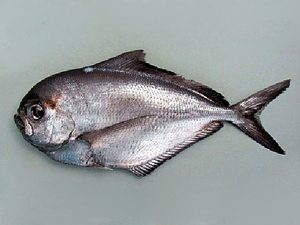
ニシシマガツオ（Atlantic pomfret）

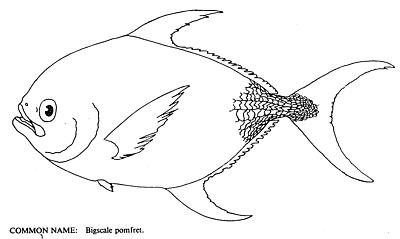
ビッグスケール・ポンフレット（Bigscale pomfret）

## 艦歴
ポンフレットは1943年7月14日にメイン州キタリーのポーツマス海軍造船所で起工した。10月27日にマリリン・マロニー（コネチカット州選出上院議員フランシス・マロニーの娘）によって命名、進水し、1944年2月19日に艦長フランク・C・エッカー中佐（アナポリス1932年組）の指揮下就役する。訓練後ポンフレットは6月1日に真珠湾に到着した。

### 第1、第2の哨戒 1944年6月 - 10月
6月23日、ポンフレットは最初の哨戒で九州東部、豊後水道方面に向かった。ミッドウェー島を経由して哨戒海域に到着。7月6日に日本軍機の攻撃を受け、緊急潜航を行った。7月12日には日本軍の病院船に遭遇するが、攻撃は行わなかった。7月14日、ポンフレットは豊後水道で哨戒中、SJレーダーで21,000メートルの位置に目標を探知した。ポンフレットは直ちに目標に先回りして待ち構えた。やがて目標が見え、それは戦艦と巡洋艦、複数の駆逐艦であるらしいことが分かった。この艦隊は、渾作戦中止後にタラカン島に下がり、その後内地に向かっていた戦艦「扶桑」と第4駆逐隊の「満潮」「野分」「山雲」であり、仮泊のため宿毛湾に入るところであった。ポンフレットは扶桑に対し絶好の攻撃態勢を取っており、潜航して攻撃準備に入るはずであったが、先任将校からあと10分浮上しているよう進言され、潜航しなかった。ところが、3時5分になって扶桑からサーチライトの照射と砲撃を受けポンフレットは急速潜航し、大急ぎで魚雷6本を発射。しかし、魚雷は「扶桑」に命中しなかった。8月16日、ポンフレットは54日間の行動を終えてミッドウェー島に帰投した。
9月10日、ポンフレットは2回目の哨戒でルソン海峡および南シナ海方面に向かった。9月26日、ポンフレットはルソン海峡で艦隊を発見した。これはリンガ泊地に向かう第二戦隊（西村祥治中将）の戦艦「山城」「扶桑」と駆逐艦「磯風」「浦風」「雪風」であった。ポンフレットは約15キロまで接近したが追いつけなかったため、昼間だったが浮上して全速力で追跡を続けることにした。ポンフレットは近くにいると思われたスヌーク (USS Snook, SS-279) とコビア (USS Cobia, SS-245) に艦隊情報を送信しつつ艦隊を追い続けた。しかし、追撃中に敵味方不明の潜望鏡を発見。ポンフレットは潜水艦の攻撃を避けるべく潜航したが、その間に艦隊は去っていった。10月2日夜、ポンフレットは北緯20度50分 東経121度31分 / 北緯20.833度 東経121.517度のバタン諸島イバヤト島近海で、悪天候を突いて南下してくるタマ28船団を発見。「津山丸」（日本郵船、6,962トン）に向けて魚雷を発射、2本命中させて撃沈した。その後、ポンフレットは哨戒海域を撤収した。10月12日、ポンフレットは30日間の行動を終えてサイパン島タナパグ湾に帰投。艦長がジョン・B・ヘス（アナポリス1937年組）に代わった。

### 第3、第4の哨戒 1944年10月 - 1945年3月
10月28日、ポンフレットは3回目の哨戒でルソン海峡方面に向かった。同海域でウルフパックを組み、11月1日から哨戒を始めた。翌11月2日23時ごろ、ポンフレットは北緯20度33分 東経121度32分 / 北緯20.550度 東経121.533度のバタン諸島イヴホス島近海で南下してくるモマ06船団を発見。「あとらす丸」（大阪商船、7,347トン）と「はんぶるぐ丸」（大阪商船、5,271トン）に向けて魚雷を発射。魚雷は「あとらす丸」と「はんぶるぐ丸」にそれぞれ1本ずつ命中し、「はんぶるぐ丸」は船体の上半分が浮いたままとなり、翌3日に砲撃処分。あとらす丸はイヴホス島に座礁したのち台風で破壊された。11月25日には北緯20度18分 東経121度34分 / 北緯20.300度 東経121.567度の地点で「昭宝丸」（正福汽船、1,356トン）を撃沈した。その後、哨戒海域を離脱しミッドウェー島に寄港。12月15日、ポンフレットは45日間の行動を終えて真珠湾に帰投した。
1945年1月25日、ポンフレットは4回目の哨戒で日本近海に向かった。この哨戒での任務は、硫黄島の戦いの援護として東京と名古屋に対して攻撃を行う第58任務部隊（マーク・ミッチャー中将）のレーダーピケット艦として先行、掃海を行うことであった。ポンフレットは本州南方の担当海域で救助艦任務に当たった。2月16日、ポンフレットは空母ホーネット (USS Hornet, CV-12) の艦載機パイロットを救助した。翌日には軽空母カボット (USS Cabot, CVL-28) の艦載機パイロットを救助する。同日、捕虜2名を救助する。3月10日には日本軍駆逐艦と思われる艦艇に攻撃を行うものの失敗した。ポンフレットは3月23日に哨戒海域を離れた。3月30日、ポンフレットは62日間の行動を終えてミッドウェー島に帰投した。

### 第5、第6の哨戒 1945年4月 - 8月
4月26日、ポンフレットは5回目の哨戒でオホーツク海および千島列島方面に向かった。5月5日に同海域に到着。5月26日にポンフレットは敵の対潜水艦部隊に対して魚雷攻撃を行うものの戦果を挙げることはできなかった。6月7日、ポンフレットは42日間の行動を終えてミッドウェー島に帰投した。
7月2日、ポンフレットは6回目の哨戒で日本近海および東シナ海方面に向かった。本州南方での救助艦任務の後、東シナ海での哨戒を行う。7月19日に機雷の掃海を始め、合計44個の機雷を始末した。7月24日には草垣群島の灯台および無線施設に艦砲射撃を行う。7月26日には3本マストのジャンクおよびスクーナーを破壊し、8月7日には大瀬埼灯台と通信施設に対して艦砲射撃を行ったが、灯台に大きな損傷を与えたとは認められなかった。8月8日にはB-25の乗員5名を救助した他、8月11日と13日にも小型艇への攻撃を行い、日本人や朝鮮人の生存者救助を8月15日まで継続した。翌日グアムアプラ港に向かい、8月21日に到着。補給後、同地を出港。8月31日、ポンフレットは59日間の行動を終えて真珠湾に帰投した。
ポンフレットは第二次世界大戦の戦功で5個の従軍星章を受章した。

### 戦後
ポンフレットは真珠湾を出港後、9月9日にサンフランシスコに到着した。1946年1月2日、ポンフレットはグアムに向けてメア・アイランド海軍造船所を出航、1月22日に到着した。3月9日にスービック湾に到着し、そこから青島に向かい、6週間におよぶ対潜水艦戦演習において標的艦の役割を果たす。5月18日に新たな母港の真珠湾に帰還した。その後3年にわたって同港を拠点として活動し、1947年4月から8月までと1948年12月から1949年4月までの2回の西太平洋巡航を行った。
1950年、ポンフレットはサンディエゴに到着した。その後は西海岸沿いに活動し、1951年2月に朝鮮戦争に参加、9月まで活動した後サンディエゴに帰還し沿岸での活動を再開。1953年4月に予備役となり、メア・アイランド海軍造船所でGUPPY IIA 改修が行われる。改修後12月5日に復帰し、その後はサンディエゴ沿岸での活動と西太平洋への配備を交互に行った。
1967年7月7日に極東に向けて出航、ベトナムのトンキン湾での対潜作戦練習を含む巡航を行う。1968年1月23日にサンディエゴに帰還し、その年の残りは沿岸での活動に費やされた。

### トルコ海軍で
1971年、トルコ海軍への潜水艦の貸与が再開され、ポンフレットはその最初の艦に選ばれた。3ヶ月の訓練の後、7月1日にサンディエゴでトルコに引き渡され、オルチレイス (TCG Oruçreis, S 337) と改名された。艦名はオスマン帝国時代の私掠船の船長、オルチ・レイスに因んで命名された。オルクレイスはオーバーホールのためフィラデルフィア海軍工廠に向かい、その後フロリダ州キーウェスト沖で1972年2月27日から3月22日まで対潜水艦戦訓練を行った後トルコに向かった。1972年5月3日にトルコ海軍に就役、その後トルコから正式に購入され、1973年8月1日にアメリカ海軍を除籍された。オルチレイスは1986年までトルコ海軍で活動した。